# Fairview Township (comté de Livingston, Missouri)
Green Township est un ancien township, situé dans le comté de Livingston, dans le Missouri, aux États-Unis,.